# بیدگرد
بیدگرد، روستایی از توابع دهستان رستم یک شهرستان رستم در استان فارس ایران است.

## جمعیت
این روستا در دهستان رستم یک قرار دارد و براساس سرشماری مرکز آمار ایران در سال ۱۳۹۵، جمعیت آن ۹۷ نفر (۲۱خانوار) بوده‌است.